# Одорн
Одорн (нід. Odoorn, нід. вимова: [ˈoːdoːr(ə)n]) — село в нідерландській провінції Дренте. Входить до муніципалітету Боргер-Одорн.
Його площа — 13,81 км², а населення станом на 2021 рік становило 1890 осіб.
Перша згадка про населений пункт датується 1327 роком.
Мало статус окремого муніципалітету до 1998 року, коли було об'єднане з Боргером.

## Галерея

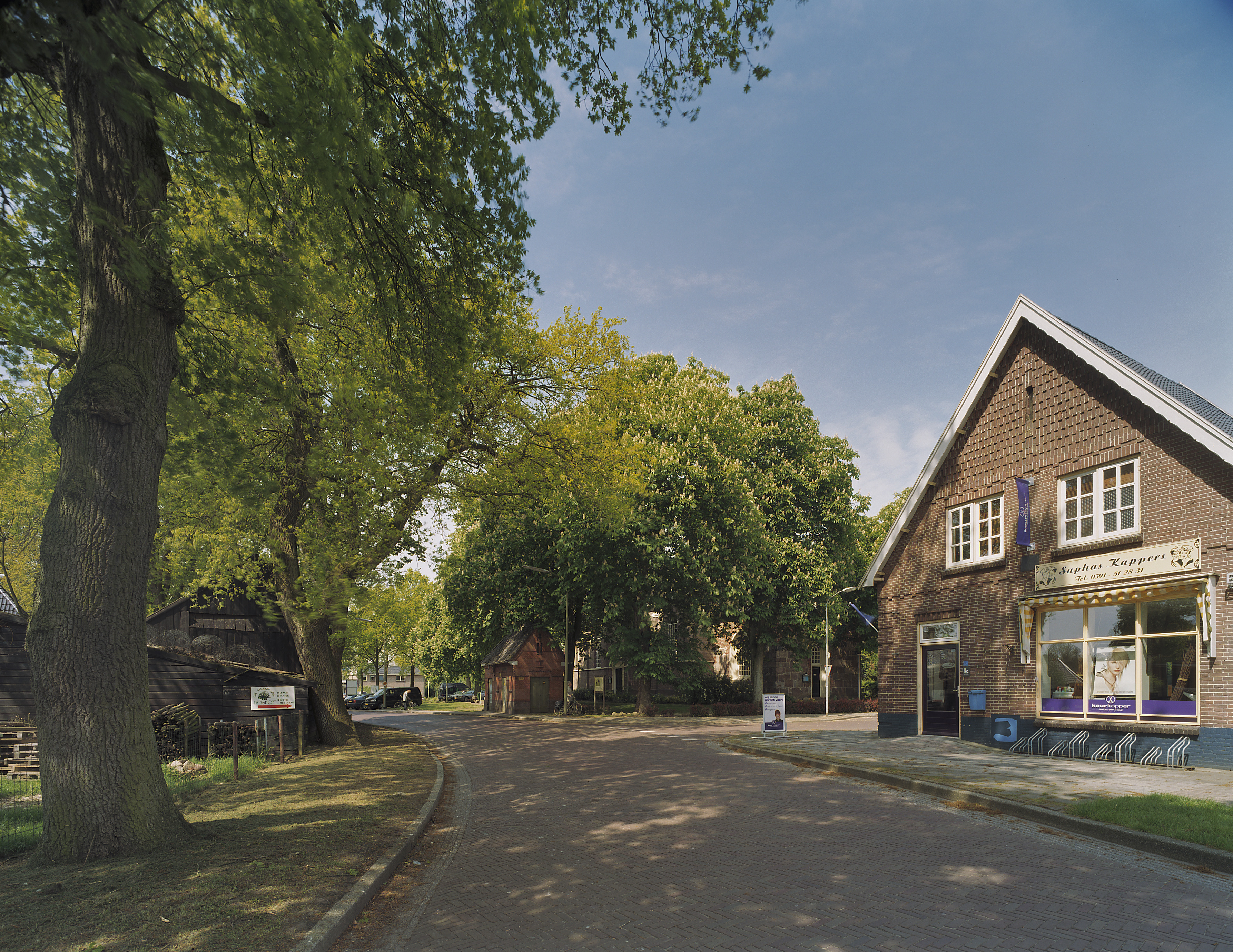
Вулична панорама
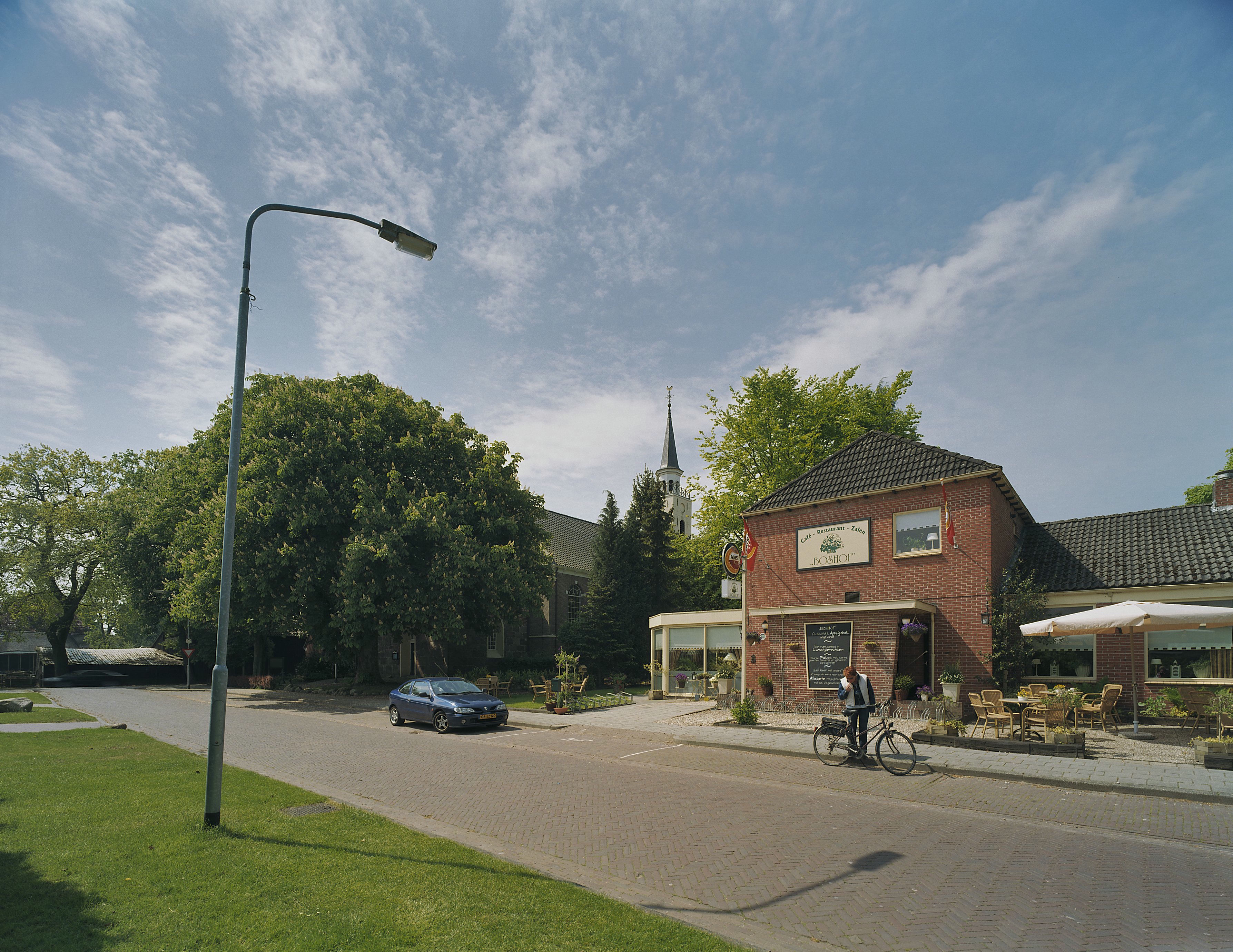
Сільський паб
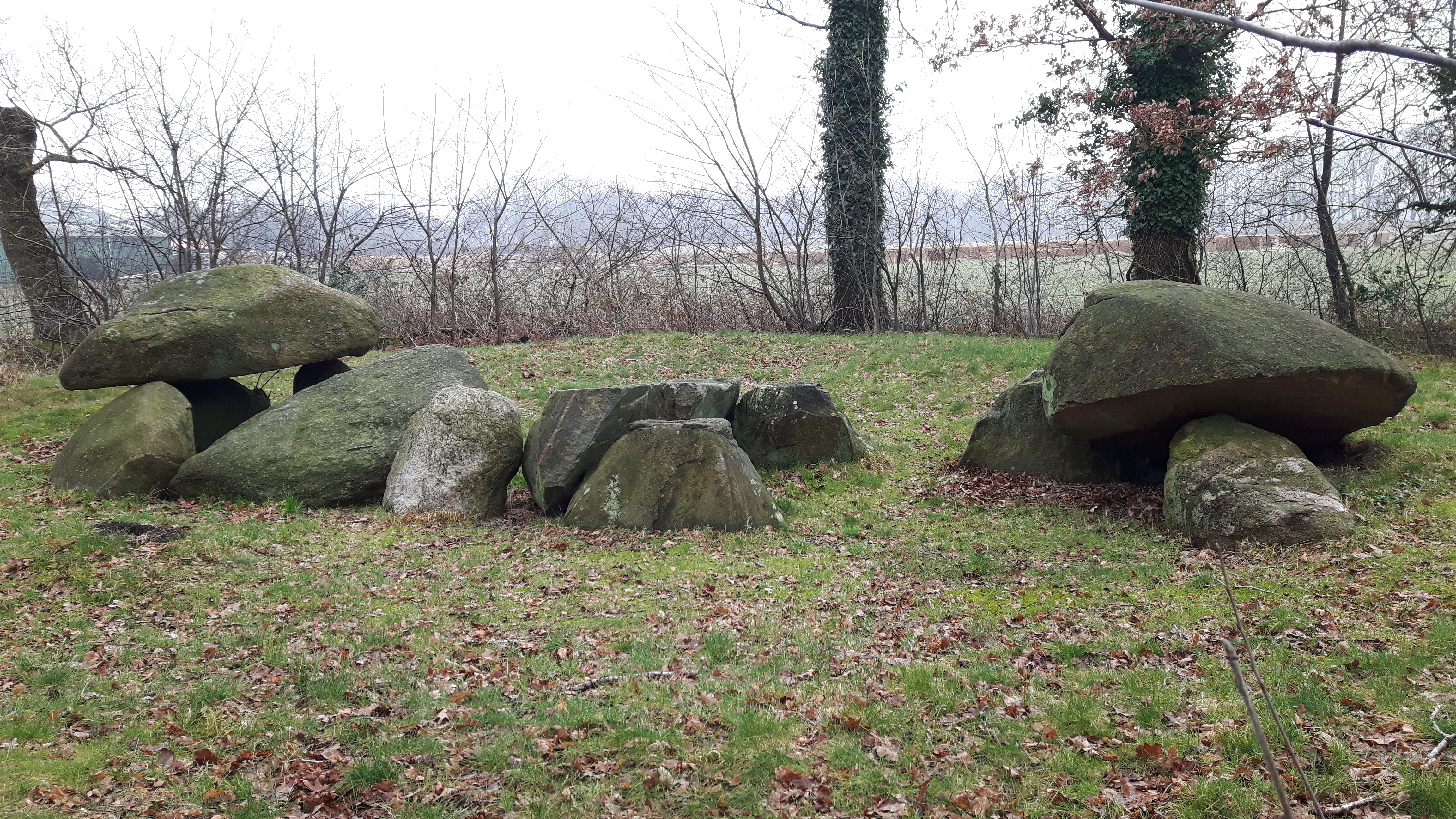
Дольмен у селі
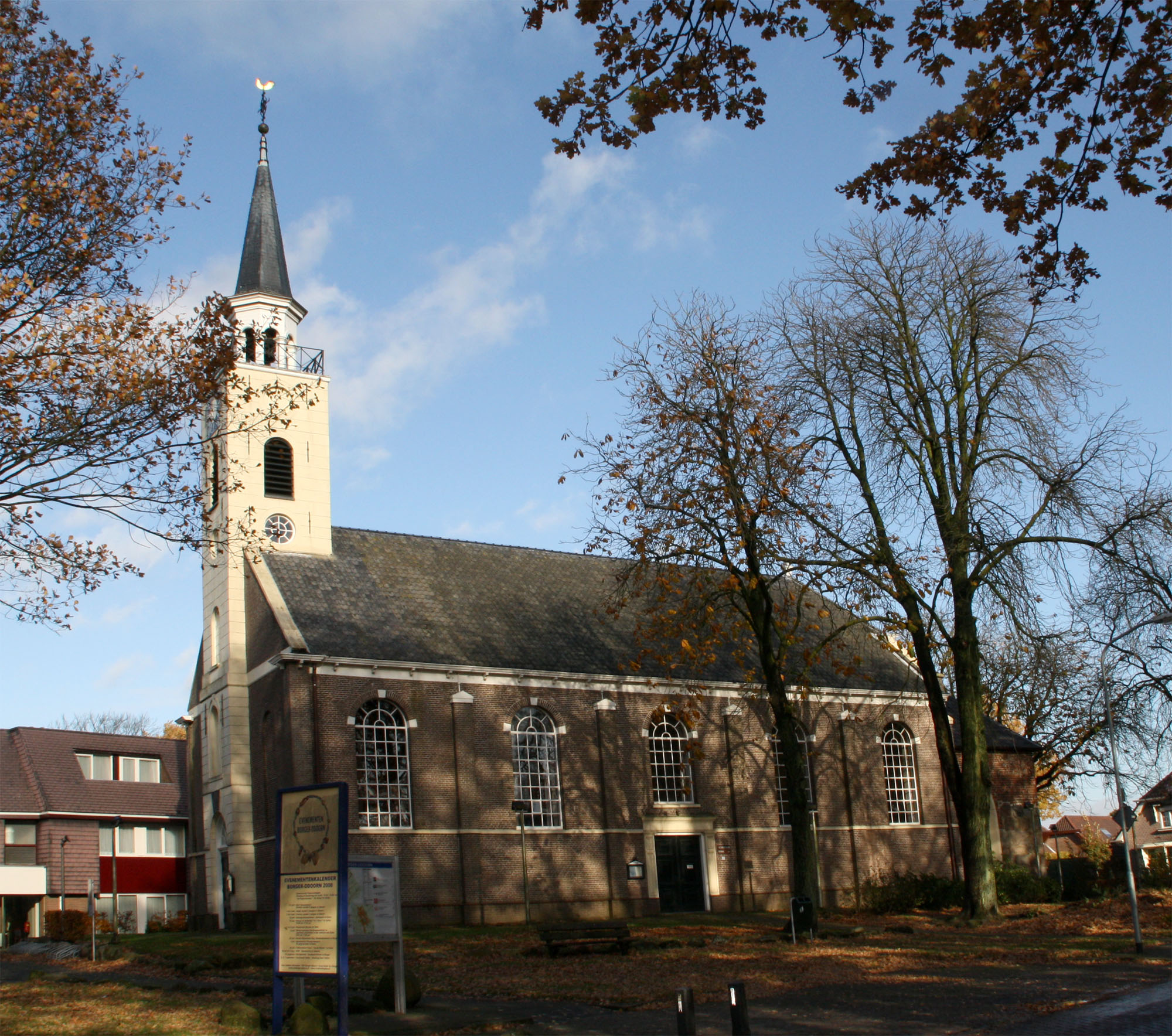
Реформістська церква